# Romeu de Corbera
Romeu de Corbera ( Barcelona, S.XIV - Valencia, 5 de septiembre de 1445) fue un general de la Armada Real del señor rey de Aragón, Virrey de Valencia y Maestre de la Orden de Montesa destacado por su actividad constructora.

## Biografía
Era hijo de los señores de Corbera Bernardo de Corbera y Violante de Lupiá, teniendo otros tres hermanos y una hermana:
- Gabriel, caballero de la orden de Montesa que llegó a ser comendador de Vilafamés y clavero de la Orden.

- Gilaberto, que fue un reconocido juriconsulto, siendo propuesto para los obispados de Gerona y Vic, los cuales rechazó
- Teresa que fue monja en el monasterio de Pedralbes.

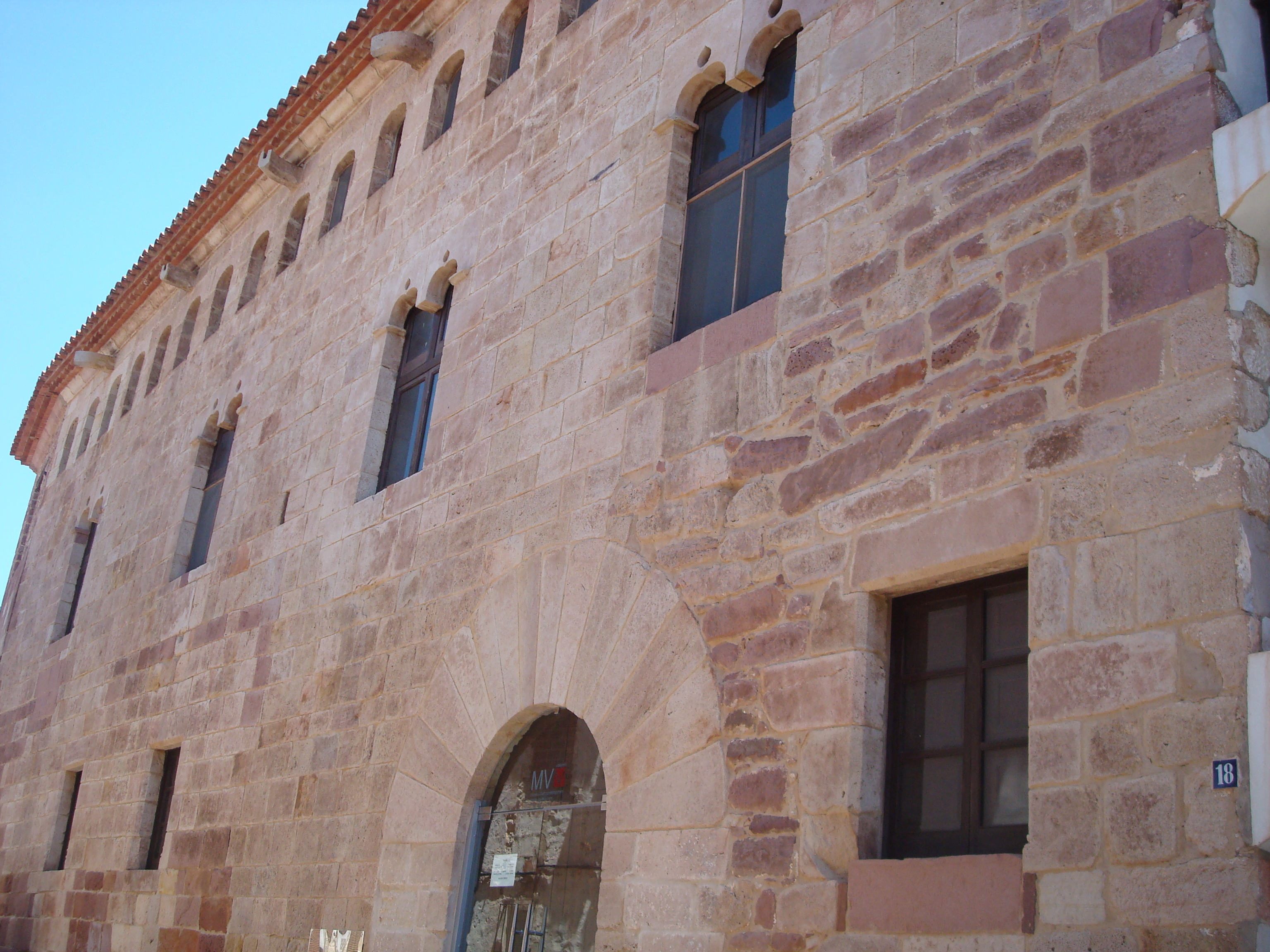
Los encomendados de Vilafamés residieron en el Palau del Batlle, hoy día Museo de Arte Contemporáneo

## Ascenso al Maestrazgo de la Orden de Montesa
Fue un protegido de Benedicto XIII, antipapa aragonés gracias a quien accedió a la encomienda de Vilafamés antes de convertirse en maestre de la orden. En 1409 acompañó a Martín el Humano en la recuperación de la isla de Cerdeña, sirviéndole fielmente lo que le granjeó un respaldo de parte del monarca. 
Tras la muerte del quinto maestre de la orden, Juan March, el convento eligió al comendador de Perpuxent, Nicolás de Proxita pero el papa de Aviñón Benedicto XIII, que se había reservado el derecho de provisión del maestrazgo en vida de Juan march, designó a Ramón Alamán de Cervellón, miembro de la Orden de Calatrava que era comendador mayor de Alcañiz. Ante esta situación el Nicolás de Proxita apeló al papa pisano Alejandro V, quien le ratificó y terminó de formar la crisis que habría llegado a las armas de no ser por la intervención real del rey aragonés Martín I que consiguió el nombramiento de un juez apostólico para solucionar el conflicto, siendo este Bonifacio Ferrer, gran prior de la Cartuja de obediencia aviñonense y hermano del dominico Vicente Ferrer.
Bonifacio Ferrer declaró a ambos pretendientes como ilegítimos y nombró a un doctor en leyes, Luis Valterra, como gobernador interino de la Orden hasta que se eligiera uno nuevo, lo cual se realizó cuando de nuevo el papa Benedicto XIII nombró a Romeu de Corbera el  25 de julio de 1410, aunque no tomó posesión hasta el 10 de octubre de ese mismo año y compensando a instancias del mismo papa al de Perpuxent con 1.400 libras de renta vitalicia sobre los bienes de la orden.

Repobló varios enclaves de la orden, entre ellos Traiguera, en donde mando edificar en el 1439 el Santuario de la Virgen de la Salud siendo entonces una pequeña ermita.
También fue el encargado de reformar Casa del Temple de Valencia, que convirtió en un palacio del que hoy día no queda nada ya que fue reformado por Carlos III.

## Bajo la nueva dinastía
Tras la muerte de Martín el Humano y la posterior elección de Fernando de Antequera en el Compromiso de Caspe fue enviado en el 1412 como embajador a Sicilia, donde posteriormente accedió al cargo de virrey, siendo nombrado legado apostólico por Clemente XIII a finales del mismo año. Años más tarde y durante el Concilio de Constanza, viéndose forzado a elegir entre la obediencia papal o real, el maestre se posicionó junto al rey, a lo que el antipapa respondió apoderándose del Castillo de Peñíscola previamente propiedad de la Orden pero que permitía el usufructo por parte del eclesiástico, castillo que no volvería a manos de la orden hasta el 1442 tras el pago de 150.000 escudos de parte del Maestre al rey .
En 1420 acompañó Alfonso el Magnánimo, al frente de una escuadra de galeras, en su marcha hacia Cerdeña, Sicilia y Córcega, al igual que en agosto del 1421, cuando capitaneó una escuadra de galeras que derrotó a los genoveses en la Batalla de la Hoz Pisana. El 1423 intervino también en el saqueo de Marsella y, de hecho, las cadenas que cerraban este puerto todavía se conservan en la capilla del Grial de la Catedral de Valencia. 
Fue nombrado Lugarteniente General del Reino de Valencia en 1429, teniendo que defender con tropas el frente de Alcira en el 1430 tras la entrada de tropas aragonesas en Castilla en defensa de los Infantes de Aragón.

## Sepultura
Falleció el 5 de septiembre de 1445 en el Palacio del Temple de Valencia, aunque fue enterrado en la capilla de Santa Cruz de la sede conventual de la Orden, capilla que también había contribuido a enriquecer y en la que fue enterrado.